# 克魯塔巴爾卡 (瓦爾基區)
49°40′27″N 35°24′2″E / 49.67417°N 35.40056°E
克魯塔-巴爾卡（烏克蘭語：Крута Балка）是位於烏克蘭東部的村莊，由哈爾科夫州博霍杜希夫區的瓦爾基市鎮負責管轄。該村始建於1857年，面積2.55平方公里，海拔高度165米，2001年人口25，人口密度每平方公里9.8人。